# Осинцево (Куйбышевский район)
Осинцево — деревня в Куйбышевском районе Новосибирской области. Входит в состав Абрамовского сельсовета.

## География
Площадь деревни — 33 гектара.

## История
Основана в 1791 году. В 1926 году деревня Осинцева состояла из 77 хозяйств, основное население — русские. В административном отношении — в составе Овечкинского сельсовета Барабинского района Барабинского округа Сибирского края.

## Население
| 1926 | 2002 | 2007 | 2010 |
| ---- | ---- | ---- | ---- |
| 413  | ↘169 | ↘137 | ↘100 |

## Инфраструктура
В деревне по данным на 2007 год функционируют 1 учреждение здравоохранения и 1 учреждение образования.